# Liste der Baudenkmale in Haverlah
In der Liste der Baudenkmale in Haverlah sind die Baudenkmale der niedersächsischen Gemeinde Haverlah und ihrer Ortsteile aufgelistet. Der Stand der Liste ist der 2. Januar 2022. Die Quelle der Baudenkmale ist der Denkmalatlas Niedersachsen.

## Allgemein
In den Spalten befinden sich folgende Informationen:
- Lage: die Adresse des Baudenkmales und die geographischen Koordinaten. Kartenansicht, um Koordinaten zu setzen. In der Kartenansicht sind Baudenkmale ohne Koordinaten mit einem roten Marker dargestellt und können in der Karte gesetzt werden. Baudenkmale ohne Bild sind mit einem blauen Marker gekennzeichnet, Baudenkmale mit Bild mit einem grünen Marker.
- Bezeichnung: Bezeichnung des Baudenkmales
- Beschreibung: die Beschreibung des Baudenkmales. Unter § 3 Abs. 2 NDSchG werden Einzeldenkmale und unter § 3 Abs. 3 NDSchG Gruppen baulicher Anlagen und deren Bestandteile ausgewiesen.
- ID: die Objekt-ID des Baudenkmales
- Bild: ein Bild des Baudenkmales, ggf. zusätzlich mit einem Link zu weiteren Fotos des Baudenkmals im Medienarchiv Wikimedia Commons. Wenn man auf das Kamerasymbol klickt, können Fotos zu Baudenkmalen aus dieser Liste hochgeladen werden:

## Haverlah

### Gruppe: Kirchhof Haverlah
Baudenkmal (Gruppe):

| Lage                                       | Bezeichnung       | Beschreibung | ID       | Bild |
| ------------------------------------------ | ----------------- | ------------ | -------- | ---- |
| Hauptstraße 10 52° 3′ 17″ N, 10° 19′ 45″ O | Kirchhof Haverlah |              | 33967154 | BW   |

Baudenkmale (Einzeln):

| Lage                                       | Bezeichnung | Beschreibung | ID       | Bild |
| ------------------------------------------ | ----------- | ------------ | -------- | ---- |
| Hauptstraße 10 52° 3′ 17″ N, 10° 19′ 45″ O | Kirche      |              | 34093037 | BW   |
| Hauptstraße 10 52° 3′ 16″ N, 10° 19′ 45″ O | Kirchhof    |              | 34092991 | BW   |

### Gruppe: Hofanlage Hauptstraße 9
Baudenkmal (Gruppe):

| Lage                                      | Bezeichnung             | Beschreibung | ID       | Bild |
| ----------------------------------------- | ----------------------- | ------------ | -------- | ---- |
| Hauptstraße 9 52° 3′ 13″ N, 10° 19′ 42″ O | Hofanlage Hauptstraße 9 |              | 33968682 | BW   |

Baudenkmale (Einzeln):

| Lage                                      | Bezeichnung   | Beschreibung | ID       | Bild |
| ----------------------------------------- | ------------- | ------------ | -------- | ---- |
| Hauptstraße 9 52° 3′ 13″ N, 10° 19′ 41″ O | Wohnhaus      |              | 34093310 | BW   |
| Hauptstraße 9 52° 3′ 13″ N, 10° 19′ 41″ O | Stall         |              | 34093337 | BW   |
| Hauptstraße 9 52° 3′ 12″ N, 10° 19′ 41″ O | Scheune       |              | 34093362 | BW   |
| Hauptstraße 9 52° 3′ 12″ N, 10° 19′ 42″ O | Einfriedungen |              | 34093437 | BW   |

### Gruppe: Gut Söderhof
Baudenkmal (Gruppe):

| Lage                        | Bezeichnung  | Beschreibung | ID       | Bild |
| --------------------------- | ------------ | ------------ | -------- | ---- |
| 52° 2′ 55″ N, 10° 16′ 51″ O | Gut Söderhof |              | 33967205 | BW   |

Baudenkmale (Einzeln):

| Lage                                 | Bezeichnung | Beschreibung | ID       | Bild |
| ------------------------------------ | ----------- | ------------ | -------- | ---- |
| Söderhof 52° 2′ 52″ N, 10° 16′ 56″ O | Wohnhaus    |              | 34092796 | BW   |
| Söderhof 52° 2′ 53″ N, 10° 16′ 52″ O | Scheune     |              | 34092769 | BW   |
| 52° 2′ 52″ N, 10° 16′ 48″ O          | Park        |              | 34093412 | BW   |
| Söderhof 52° 2′ 58″ N, 10° 16′ 51″ O | Teich       |              | 34092853 | BW   |
| Söderhof 52° 2′ 53″ N, 10° 17′ 3″ O  | Teich       |              | 34092744 | BW   |

### Einzelbaudenkmale
| Lage                                       | Bezeichnung | Beschreibung | ID       | Bild |
| ------------------------------------------ | ----------- | ------------ | -------- | ---- |
| Kirchstraße 11 52° 3′ 18″ N, 10° 19′ 49″ O | Wohnhaus    |              | 34093114 | BW   |
| Hauptstraße 11 52° 3′ 13″ N, 10° 19′ 44″ O | Wohnhaus    |              | 34093062 | BW   |

## Steinlah

### Gruppe: Kirchhof Steinlah
Baudenkmal (Gruppe):

| Lage                                    | Bezeichnung       | Beschreibung | ID       | Bild |
| --------------------------------------- | ----------------- | ------------ | -------- | ---- |
| Kirchstraße 52° 4′ 31″ N, 10° 19′ 34″ O | Kirchhof Steinlah |              | 33967222 | BW   |

Baudenkmale (Einzeln):

| Lage                                    | Bezeichnung | Beschreibung | ID       | Bild |
| --------------------------------------- | ----------- | ------------ | -------- | ---- |
| Kirchstraße 52° 4′ 32″ N, 10° 19′ 35″ O | Kirche      |              | 34093138 | BW   |
| Kirchstraße 52° 4′ 31″ N, 10° 19′ 35″ O | Kirchhof    |              | 34093162 | BW   |

### Gruppe: Hofanlage Nordstraße 16
Baudenkmal (Gruppe):

| Lage                                      | Bezeichnung             | Beschreibung | ID | Bild |
| ----------------------------------------- | ----------------------- | ------------ | -- | ---- |
| Nordstraße 16 52° 4′ 34″ N, 10° 19′ 34″ O | Hofanlage Nordstraße 16 |              |    | BW   |

Baudenkmale (Einzeln):

| Lage                                      | Bezeichnung              | Beschreibung | ID       | Bild |
| ----------------------------------------- | ------------------------ | ------------ | -------- | ---- |
| Nordstraße 16 52° 4′ 34″ N, 10° 19′ 34″ O | Wohn-/Wirtschaftsgebäude |              | 34093259 | BW   |
| Nordstraße 16 52° 4′ 34″ N, 10° 19′ 35″ O | Scheune                  |              | 34093286 | BW   |

### Einzelbaudenkmale
| Lage                                    | Bezeichnung | Beschreibung | ID       | Bild |
| --------------------------------------- | ----------- | ------------ | -------- | ---- |
| Mühlenweg 1 52° 4′ 25″ N, 10° 19′ 33″ O | Wohnhaus    |              | 34093184 | BW   |
| Südstraße 2 52° 4′ 27″ N, 10° 19′ 43″ O | Wohnhaus    |              | 34093229 | BW   |